# Der Chaotenboss
Der Chaotenboss ist eine Komödie aus dem Jahr 1998, bei der Alex Zamm Regie führte. Sowohl von Kritikern als auch Zuschauern wurde der Film schlecht bewertet.

## Handlung
Edison ist ein armer, erfolgloser Erfinder, der sich mit dem Geschäftsmagnaten Armand McMillan anfreundet. Kurz darauf stirbt Armand und hinterlässt Edison einen großen Anteil an seiner Firma. Seinem eifersüchtigen Neffen Bradford, der sein einziger Verwandter ist, hinterlässt er nur ein Surfbrett.
Bradford versucht, Edisons Geschäft zu zerstören, indem er dessen Formel für das Glühen in der Dunkelheit stiehlt und es an einen Kunden verkauft, der sich drin hüllt und behauptet, dass Edisons Erfindungen Strahlung durchlässt.
Als Edison offenbart, dass solche Strahlung Krankheiten und Tod verursacht – aber nicht dazu führt, dass man im Dunkeln glüht, rettet er seine Firma und ernennt seine Freundin Natalie Stockwell zur Geschäftsführerin.

## Auszeichnungen und Nominierungen
| Auszeichnung            | Kategorie                      | Nominierte/r | Ergebnis  |
| ----------------------- | ------------------------------ | ------------ | --------- |
| Golden Raspberry Awards | Schlechtester Newcomer         | Carrot Top   | Nominiert |
| Golden Raspberry Awards | Schlechteste Nebendarstellerin | Raquel Welch | Nominiert |

## Kritik
Bei den auf Rotten Tomatoes bislang gesammelten acht Kritiken renommierter Filmkritiker kam der Film nur auf eine einzige positive Stimme.